# Tour du Limousin 2016
Die 49. Tour du Limousin 2016 war ein französisches Straßenradrennen in der Limousin. Das Etappenrennen fand vom 16. bis zum 19. August 2016 statt. Zudem gehörte das Radrennen zur UCI Europe Tour 2016 und war dort in der Kategorie 2.1 eingestuft.

## Teilnehmende Mannschaften
| UCI WorldTeams FDJ Movistar Team | AG2R La Mondiale BMC Racing Team                                                                  | Tinkoff                                                                               |
| UCI Professional Continental Teams Fortuneo-Vital Concept Cofidis, Solutions Crédits Wanty-Groupe Gobert Drapac Professional Cycling Topsport Vlaanderen-Baloise | Direct Énergie Delko Marseille Provence KTM Gazprom-RusVelo Team Roth Androni Giocattoli-Sidermec | Wilier Triestina-Southeast Caja Rural-Seguros RGA Bardiani CSF Roompot Oranje Peloton |
| UCI Continental Teams Armée de terre | Roubaix Métropole européene de Lille                                                              | HP-BTP Auber 93                                                                       |

## Etappen
| Etappe    | Datum    | Etappenorte                       | type            | Länge (km) | Etappensieger   | Gesamtführender |
| --------- | -------- | --------------------------------- | --------------- | ---------- | --------------- | --------------- |
| 1. Etappe | 16. Aug. | Limoges – Oradour-sur-Glane       | Hügelige Etappe | 165,5      | Joey Rosskopf   | Joey Rosskopf   |
| 2. Etappe | 17. Aug. | Dun-le-Palestel – Auzances        | Hügelige Etappe | 173,5      | Roman Maikin    | Joey Rosskopf   |
| 3. Etappe | 18. Aug. | Le Lonzac – Liginiac              | Hügelige Etappe | 179,9      | Sonny Colbrelli | Joey Rosskopf   |
| 4. Etappe | 19. Aug. | Saint-Léonard-de-Noblat – Limoges | Hügelige Etappe | 185,5      | Sonny Colbrelli | Joey Rosskopf   |

## Wertungstrikots
| Etappe         | Etappensieger   | Gesamtwertung | Punktewertung  | Bergwertung         | Nachwuchswertung      | Aktivster Fahrer    | Teamwertung                 |
| -------------- | --------------- | ------------- | -------------- | ------------------- | --------------------- | ------------------- | --------------------------- |
| 1              | Joey Rosskopf   | Joey Rosskopf | Fabien Doubey  | Flavien Dassonville | Diego Rubio Hernández | Flavien Dassonville | Androni Giocattoli-Sidermec |
| 2              | Roman Maikin    | Joey Rosskopf | Romain Le Roux | Flavien Dassonville | Diego Rubio Hernández | Anthony Delaplace   | Androni Giocattoli-Sidermec |
| 3              | Sonny Colbrelli | Joey Rosskopf | Romain Le Roux | Flavien Dassonville | Diego Rubio Hernández | Julien El Fares     | Androni Giocattoli-Sidermec |
| 4              | Sonny Colbrelli | Joey Rosskopf | Romain Le Roux | Flavien Dassonville | Diego Rubio Hernández | Julien El Fares     | Androni Giocattoli-Sidermec |
| Wertungssieger | Wertungssieger  | Joey Rosskopf | Romain Le Roux | Flavien Dassonville | Diego Rubio Hernández | Julien El Fares     | Androni                     |